# Малобащелакский сельсовет
Малобащелакский сельсовет — муниципальное образование со статусом сельского поселения и административно-территориальное образование в Чарышском районе Алтайского края России. Административный центр — село Малый Бащелак.
Упразднён 4 марта 2022 года в связи с преобразованием муниципального района в муниципальный округ.

## Население
| 1997  | 1998  | 1999  | 2000  | 2001  | 2002  |
| ----- | ----- | ----- | ----- | ----- | ----- |
| 1861  | ↗1884 | ↘1879 | ↗1938 | ↘1802 | ↘1692 |
| 2003  | 2004  | 2005  | 2006  | 2007  | 2008  |
| ↘1577 | ↘1519 | ↘1494 | ↘1441 | ↘1430 | ↗1438 |
| 2009  | 2010  | 2011  | 2012  | 2013  | 2014  |
| ↘1335 | ↘1204 | ↘1199 | ↘1190 | ↘1164 | ↘1147 |
| 2015  | 2016  | 2017  | 2018  | 2019  | 2020  |
| ↘1119 | ↗1128 | ↘1101 | ↘1059 | ↗1068 | ↘1026 |
| 2021  |       |       |       |       |       |
| →1026 |       |       |       |       |       |

По результатам Всероссийской переписи населения 2010 года, численность населения муниципального образования составила 1204 человека, в том числе 599 мужчин и 605 женщин. Оценка Росстата на 1 января 2012 года — 1190 человек.

## Населённые пункты
В состав сельсовета входили 4 населённых пункта:
- село Большой Бащелак,
- село Боровлянка,
- село Ивановка,
- село Малый Бащелак.